# Stele di Axum

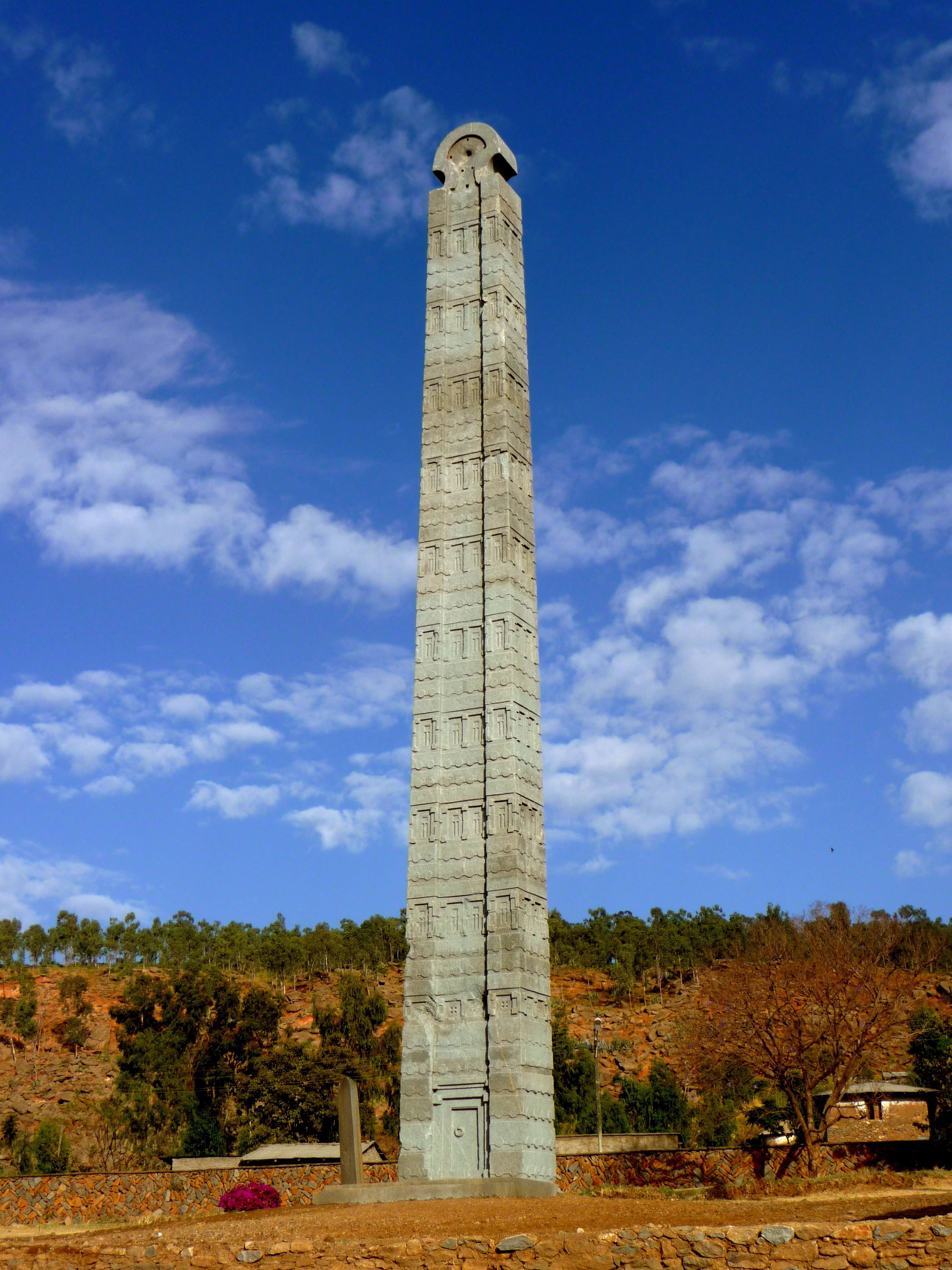
La stele di Axum rieretta nel suo luogo d'origine (febbraio 2009)

La cosiddetta stele di Axum (in amarico: የአክሱም ሐውልት ye’ākisumi ḥāwiliti) è un obelisco in pietra basaltica a sezione rettangolare conservato ad Axum, in Etiopia. Il monumento è alto 23,40 metri e pesa circa 150 tonnellate. Il monumento è stato portato in Italia nel 1937 e restituito all'Etiopia nel 2005.

## Storia

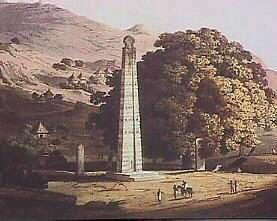
Henri Salt, Vista di Axum (1809-1810)

Un francobollo etiope del 1958 con la stele nella destra

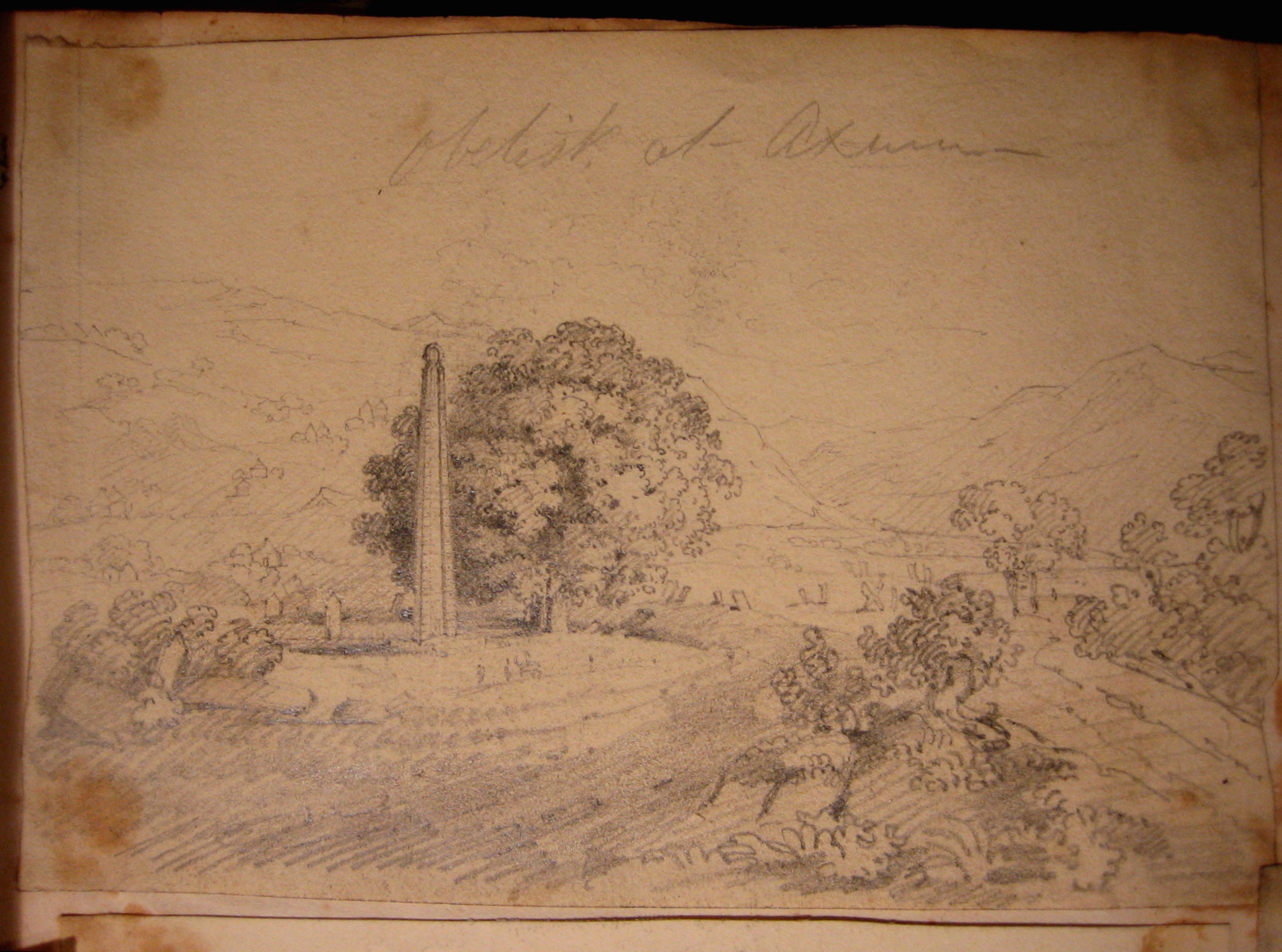
L'obelisco in uno schizzo del 1820

La stele fu realizzata tra il I e il IV secolo dagli abitanti del Regno di Axum. In epoca moderna venne rinvenuta semi-interrata e spezzata in tre tronconi alla fine del 1935 da soldati italiani impegnati nella guerra d'Etiopia. La stele era una dei circa cinquanta obelischi che si trovavano nella città di Axum al momento del ritrovamento.

## Trasferimento in Italia
I frammenti della stele furono trascinati da centinaia di soldati italiani ed eritrei con un viaggio di due mesi fino al porto di Massaua, trasportati fino a Napoli a bordo del piroscafo Adua, dove giunsero il 27 marzo 1937. Vennero quindi trasportati a Roma, dove furono restaurati e ricomposti. L'obelisco fu collocato in Piazza di Porta Capena, di fronte al Ministero delle colonie (oggi sede della FAO) e al Circo Massimo, e le cui operazioni furono coordinate da Ugo Monneret de Villard. 
La solenne inaugurazione avvenne il primo novembre 1937, alla presenza delle più alte rappresentanze del Regime, da Reparti delle CC.NN., della G.I.L., di Autorità della Provincia e di una grande moltitudine di popolo. Quando il drappo verde bianco e rosso è caduto sul basamento, l'obelisco è apparso nella possente architettura dei suoi cinque blocchi ciclopici. Mentre le musiche intonavano l'Inno a Roma tutti salutavano con il braccio teso.

Assieme alla stele arrivò in Italia anche il monumento al Leone di Giuda, per anni esposto alla stazione Termini e infine restituito all'Etiopia nel 1970 e collocato di fronte alla stazione di Addis Abeba.
Per assicurarne la tenuta, l'obelisco fu rinforzato dall'interno con cunei di metallo, mentre la superficie dovette essere restaurata in più punti.

Il 10 settembre 1943 l'obelisco, colpito da raffiche di armi automatiche durante la battaglia di Porta San Paolo, subì ulteriori danni, e negli anni successivi il suo posizionamento ai margini di una zona di grande traffico lo espose a un forte inquinamento atmosferico.

La stele ancora seminterrata nel sito d'origine
La stele viene scaricata nel porto di Napoli, nel 1937
Un autocarro trasporta un frammento del monumento a Piazzale Ostiense a Roma
Una fase della ricostruzione

## La restituzione tra le polemiche

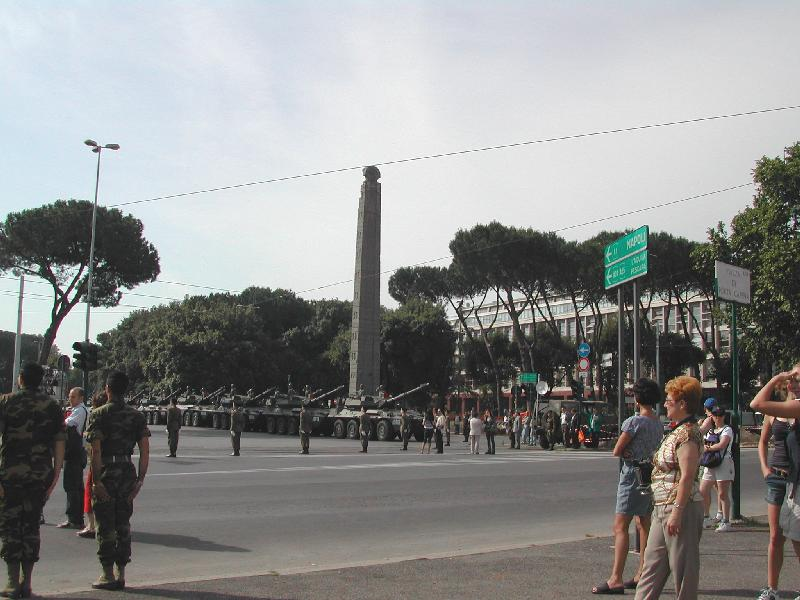
L'obelisco a Roma, davanti alla sede della FAO (giugno 2002)

L'Italia si propose di restituire la stele all'Etiopia, in quanto prelevato come bottino di guerra, il 15 settembre 1947, data di entrata in vigore del Trattato di pace del 10 febbraio 1947, con la promessa di restituzione in diciotto mesi di tutto il bottino della Guerra di Etiopia. Nel 1969 il Ministero degli Affari Esteri decise di rinviarlo alla corte dell'imperatore Hailé Selassié. Questi tuttavia, di fronte agli enormi costi relativi al trasporto, lo dichiarò un suo dono personale agli italiani, lasciandolo quindi sul territorio italiano stesso. Un'altra versione recita che la Farnesina addirittura pagò l'equivalente stimato per il trasporto all'Etiopia, la quale, al momento di riprendere il monumento, non avendo più la somma concessagli, decise di lasciarlo all'Italia come pegno della rinnovata amicizia. Le successive vicende politiche etiopiche, la deposizione dell'imperatore nel 1974 e la rinnovata richiesta di restituzione del nuovo governo rimisero in moto l'obelisco. In Italia ci furono tuttavia vari tentennamenti e perplessità sull'opportunità di restituire il monumento, che alla fine venne prima restaurato nell'ottobre 2002, e poi smontato in 3 parti il 7 novembre dell'anno successivo. 

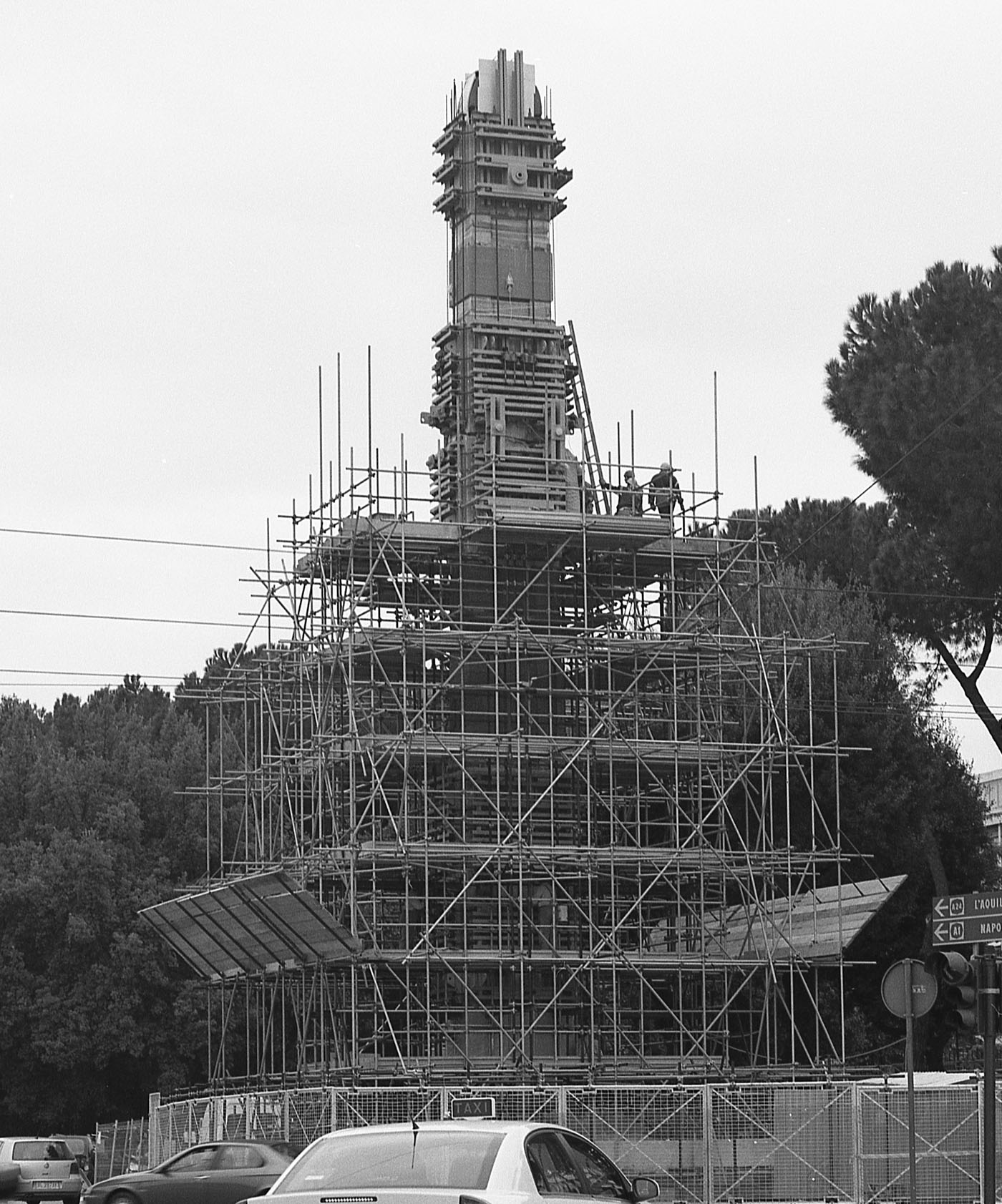
Impalcatura per il taglio/smontaggio dell'obelisco (28 ottobre 2003)

Numerose polemiche accompagnarono lo smantellamento, che fu contestato in particolare dal critico d'arte Vittorio Sgarbi, argomentando che un legittimo governo etiope lo avrebbe, infine, donato all'Italia, come testimoniato anche dal duca Amedeo d'Aosta, il quale in un'intervista aveva parlato di «un dono del clero di Axum alla città di Roma».
Il primo frammento della stele ripartì per l'Etiopia il 18 aprile 2005 dall'aeroporto di Pratica di Mare. L'aereo utilizzato fu l'Antonov An-124. Il suo ritorno fu accolto in Etiopia con grandi festeggiamenti, anche se nei primi tempi la stele rimase ancora smontata, abbandonata ed esposta alle intemperie sotto una tettoia nel Parco Archeologico di Axum. Ciò diede adito, in Italia, a nuove polemiche sulla restituzione: non mancarono proposte di ricostruirne una copia nel luogo dove si trovava davanti alla sede della FAO, o di richiederla indietro (nel 2008 Vittorio Sgarbi incoraggiava il neo-sindaco di Roma Gianni Alemanno a tentare di riavere indietro l'obelisco dall'Etiopia, dato lo stato di degrado in cui si trovava).
Il 4 giugno 2008 fu aperto ad Axum il cantiere per ricomporre il monumento, con l'assistenza dell'Istituto Centrale per il Restauro, come da accordi fra il governo etiope e quello italiano. La rierezione dell'obelisco fu ufficialmente celebrata il 4 settembre 2008 alla presenza di migliaia di persone, delle massime autorità etiopi e della delegazione italiana guidata dal sottosegretario agli Esteri Alfredo Mantica (compagno di partito dell'allora neo-sindaco di Roma), e la stele ricollocata accanto alla stele gemella nella valle del Tigrè.